# Pillangópikkely
A pillangópikkely ritka heraldikai prém, a mál változatának tekinthető. A magyar heraldikában gyakorlatilag nem használják. Valószínűleg az olasz heraldikából ered. Egyes heraldikusok szerint az olasz címerfestők felületessége révén jött létre és egyszerűen csak rosszul megrajzolt evet volt.   

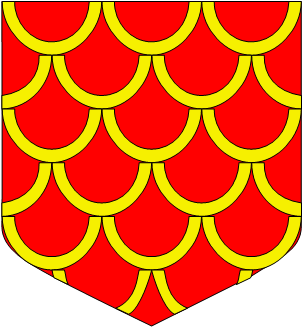
Pillangópikkely (Châteaubriand, régi címer)

Névváltozatok: halpikkelyes (Bedingfeld 75. l.)

fr: papelloné, papiloné, de: Schmetterlingsfeh  
 
en: plumeté, plumete, plumetty, de: mit Federn gerautet, es: plumeteado, it: piumettato, nl: gevederd
Rövidítések

Különféle változatai és ábrázolásmódjai ismertek. A pillangópikkely alapváltozata arannyal szegett vörös félkörívekből áll, melyeket pikkelyszerűen rendeznek el a pajzsban. A lepkeszárny pikkelyeit mintázza. Korábbi változatainál a pikkelyeket tollszerűen ábrázolják (fr: plumeté, magyarul tollpikkelynek nevezhető), a mező egymást fedő tollakat tartalmazott, a későbbieknél pikkelyeket (fr: papelonné). Ebből alakulhatott ki a halpikkelyes minta. Mindig egy fémből és egy színből vagy más prémből kell állnia.     

Pillangópikkely (prém)
Pikkelyezés (pajzstagolási módszer)
A Tenremonde család címere
Ugyanez színesben
A Mydlam címer arany-bíbor pillangópikkelye, egy 15. századi angol címerkönyvből
A d’Anglue címer arany alapon vörös pikkelyei (fr: papillonné, en: papelonny). Franciaországban ez a pikkelyes forma már a 13. században előfordul, a neve a lepkeszárny pikelyeire utal, de halpikkelyként is le szokták írni
(Kék) pillangópikkely (de: Schmetterlingsfeh)
Pikkely (de: Schuppenfeh)
Hermelin-pikkely (de: Schuppenfeh mit Hermelin)
Arany-fekete pikkelyes alapon két vörös mókus
Kékkel és pillangópikkellyel szarufásan vágott alapon arany sas
Kék pillangópikkely (plumeté = tollpikkely) alapon kék szarufa. Mivel prémről van szó, nem vét a színtörvény ellen
Ide sorolható a méhviaszforma, egy újfajta borítás (vagy pajzstagolási módszer) is
Arany méhviaszforma alap egy portugál katonai címerről
Kivagdosott prém (fr: découpures, découpé, de: Decoupe-Feh) Anglure (Champagne) címerében. Főleg a régi francia címerekben fordul elő. Egyféle alakú darabokkal beszórt pajzs. Ezek alakja eredetileg különféle lehetett. Általában felül nyitott vörös derékszög volt. A darabok lehettek akantuszlevél és félkör alakúak is vagy mindenféle rendszertelenül kivágott (szövet)darab. Egyes heraldikusok szerint a pillangópikkelyből ered. Valószínűleg a régi kehelyfajtákat jelképezte. A kivágás (fr: découpé) a (francia) heraldikában jelentheti a levágott (fr: coupée) és a fa törzsétől elkülönített faágat is